# Christophe Clergeau
Christophe Clergeau (ur. 1 września 1968 w Nantes) – francuski polityk i samorządowiec, poseł do Parlamentu Europejskiego IX i X kadencji.

## Życiorys
Syn polityk Marie-Françoise Clergeau. Absolwent historii i ekonomii. W 2004 uzyskał dyplom DEA w Instytucie Nauk Politycznych w Paryżu.
Zaangażował się w działalność polityczną w ramach Partii Socjalistycznej, na początku lat 90. był liderem grupy młodzieżowej wspierającej Michela Rocarda. Był m.in. asystentem deputowanego, pracownikiem Radio France Internationale i dyrektorem gabinetu ministra Louisa Le Penseca. W 2004 wybrany na radnego Kraju Loary; uzyskiwał reelekcję w 2010, 2015 i 2021. W 2007 objął funkcję pierwszego zastępcy mera Sainte-Luce-sur-Loire. W latach 2009–2015 pełnił funkcję wiceprzewodniczącego rady regionalnej. W 2013 wszedł w skład rady dyrektorów Francuskiej Agencji Inwestycji Międzynarodowych (AFII). W 2016 jako przedstawiciel francuskiego zrzeszenia regionów ARF został członkiem Europejskiego Komitetu Regionów. W 2019 mianowany sekretarzem krajowym PS do spraw europejskich.
W czerwcu 2023 objął mandat posła do Parlamentu Europejskiego IX kadencji, z którego zrezygnował Éric Andrieu. Przystąpił do grupy Postępowego Sojuszu Socjalistów i Demokratów. W 2024 został wybrany na kolejną kadencję Europarlamentu.